# 汪可宁
汪可宁（1924年—1999年），男，汉族，安徽歙县人，中华人民共和国植物病理学家、政治人物。曾任中国植物病理学会常务理事。第八届全国政协委员。